# Ernst Lossa
Ernst Lossa (* 1. November 1929 in Augsburg; † 9. August 1944 in Irsee) war ein Halbwaise aus der Minderheit der Jenischen, der in der zweiten Phase der Krankenmorde im Nationalsozialismus, der Aktion Brandt, ermordet wurde und durch die Aufarbeitung dieses Mordes nach 1945 exemplarische Bekanntheit erlangte. Er wuchs in Kinderheimen auf und wurde in der Zweiganstalt Irsee der Heil- und Pflegeanstalt Kaufbeuren-Irsee im Alter von 14 Jahren durch Injektion eines tödlichen Mittels ermordet.
Nach dem Zweiten Weltkrieg ermittelten die US-Amerikaner Lossas Schicksal und vernahmen dazu auch mehrere Zeugen. Seine Krankengeschichte und seine Ermordung wurden dokumentarisch aufgearbeitet und zusammen mit den Zeugenaussagen als exemplarisches Beispiel in Strafprozessen zu Verbrechen des Nationalsozialismus verwendet.

## Leben

### Kindheit
Lossa stammte aus Augsburg, wo sein Vater Christian Lossa mit Hausieren sein Geld verdiente. Seine Mutter Anna Lossa starb 1933, als er vier Jahre alt war. Seine Eltern waren Jenische, die als Restauratoren von Kirchenfiguren in den warmen Monaten des Jahres als Fahrende durch das Land reisten. In der Zeit des Nationalsozialismus wurden sein Vater, zwei Brüder des Vaters und andere Verwandte 1939 von den Nationalsozialisten in das Konzentrationslager KZ Dachau gebracht. Nach der nationalsozialistischen Rassenlehre wurden sie als „nach Zigeunerart umherziehende Landfahrer“ verfolgt. Lossas Vater starb nach unterschiedlichen Berichten im KZ Mauthausen oder im KZ Flossenbürg.
Die Kinder – Ernst und zwei Schwestern – wurden von den Nationalsozialisten in einem Kinderheim in Augsburg-Hochzoll untergebracht. Lossa beging dort in der Schule viele Diebstähle.

### Jugenderziehungsheim Indersdorf
Am 15. Februar 1940 kam Lossa wegen „Unerziehbarkeit“ in das Jugenderziehungsheim  Indersdorf bei Dachau, wo es weiterhin Schwierigkeiten mit ihm gab und ihm unter anderem zahlreiche Diebstähle vorgehalten wurden. In einem von Katharina Hell von der Deutschen Forschungsanstalt für Psychiatrie in München erstellten psychiatrischen Gutachten heißt es zusammenfassend, dass es sich bei Lossa „zweifellos um einen an sich gutmütigen, aber völlig willenlosen, haltlosen, fast durchschnittlich begabten, triebhaften Psychopathen“ handele. „Er wird bei seiner starken Triebhaftigkeit voraussichtlich nicht wesentlich gebessert werden können“. Als „Degenerationszeichen“ wurde im Gutachten die Längengleichheit von Ring- und Zeigefinger der rechten Hand notiert.

### Heil- und Pflegeanstalt Kaufbeuren
Lossa wurde daraufhin am 20. April 1942 zwangsweise in die Kinderfachabteilung der Heil- und Pflegeanstalt Kaufbeuren eingewiesen, in der nach dem „offiziellen“ Ende der „Aktion T4“ für Euthanasie-Morde im Rahmen der sogenannten „wilden Euthanasie“ unter anderem auch gezielte Tötungen von Patienten vorgenommen wurden. Diese Euthanasiemorde erfolgten durch Injektionen mit überdosierten Medikamenten oder durch Verhungernlassen mittels Unterernährung im Sinne des Hungerkost-Erlasses.
Lossa wurde am 20. April 1942 aufgenommen; in der Anamnese wurde als Einlieferungsgrund das erwähnte psychiatrische Gutachten angegeben. Er verhielt sich weiterhin auffällig und unangepasst, wurde aber nach späteren Aussagen von (ehemaligen) Mitarbeitern der Heil- und Pflegeanstalt auch geschätzt, weil er liebenswürdig und hilfsbereit war. Er versuchte öfter, hungernden Kranken Nahrungsmittel zu geben, die er zuvor gestohlen hatte. In der Krankenakte wurden „Gewalttätigkeiten“ gegenüber anderen Kindern vermerkt, worauf Lossa auf eine Männerstation verlegt wurde.
Von den Mitarbeitern wurde später auch ausgesagt, dass Lossa das gesamte System in Kaufbeuren durchschaut hatte und von den gezielten Tötungen in der Anstalt wusste. Sie vermuteten, dass dies den Verwaltungsleiter Josef Frick und wohl auch den ärztlichen Leiter Valentin Faltlhauser zusätzlich zur Tötung von Lossa motiviert habe.
Lossa wurde am 5. Mai 1943 in die Zweiganstalt Irsee verlegt. In den Strafprozessen der Nachkriegszeit wurden unter anderem an seinem Schicksal die Ereignisse beispielhaft dokumentiert.

### Zweiganstalt Irsee
Am 5. Mai 1943 wurde Ernst Lossa in die Zweiganstalt Irsee verlegt, wo er am 9. August 1944 mit der „Giftspritze“ ermordet wurde. In seinem Leichenschauschein wurde als „Grundleiden“ „Asocialer Psychopath“ eingetragen, unter „Todesursache“ „Bronchopneumonie (107)“ und als Sterbeort Anstalt Irsee.
Ausgestellt wurde der Leichenschauschein durch den stellvertretenden ärztlichen Leiter von Kaufbeuren und Oberarzt von Irsee, Lothar Gärtner.
In seiner Zeugenaussage erklärte ein Krankenpfleger später, dass er sich geweigert habe, Lossa mit Luminal totzuspritzen. Er habe danach beobachtet, wie die Krankenpflegerin Pauline Kneissler Lossa im Beisein von Faltlhauser und Frick eine Spritze verabreichte, wobei Lossa eingeredet wurde, es sei eine Impfung gegen Typhus.

## Strafverfolgung in der Nachkriegszeit
Nach Ende des Zweiten Weltkrieges untersuchten die Amerikaner unter anderem auch die „Euthanasie“-Morde in der Heil- und Pflegeanstalt Kaufbeuren und deren Außenstellen wie der Zweiganstalt in Irsee. Dabei ermittelten sie seit Mitte 1945 auch Lossas Einzelschicksal und die Umstände seiner Ermordung, unter anderem durch Vernehmung mehrerer Zeugen wie früherer Krankenpfleger. Lossas Krankengeschichte und seine gezielte Tötung wurden dokumentarisch aufgearbeitet und gemeinsam mit den Zeugenaussagen als exemplarisches Beispiel in mehreren Strafprozessen zu Verbrechen des Nationalsozialismus verwendet. Ob der Eintrag „Euthanasiert!“ während der NS-Zeit oder im Rahmen der Prozessvorbereitungen in die Krankengeschichte geschrieben wurde, ist ungeklärt. Valentin Faltlhauser jedenfalls benutzte den Begriff, wie aus den Prozessakten erkennbar ist, mehrmals selbst.
Unter anderem war Lossas Schicksal in den 1948 in Kempten (Allgäu) geführten Strafprozessen exemplarischer Bestandteil der Beweisführung gegen den leitenden NS-Euthanasie-Arzt Valentin Faltlhauser und weitere Angeklagte. Faltlhauser wurde von der Staatsanwaltschaft des Mordes angeklagt, weitere vier Anklagen (Frick, Heichele, Rittler und Wörle) erfolgten wegen Beihilfe zum Mord. 1949 wurde Faltlhauser zu drei Jahren Haft wegen „Anstiftung zur Beihilfe zum Totschlag“ verurteilt, wobei 16 Monate in einem amerikanischen Internierungslager voll auf die Haft angerechnet wurden. Die Reststrafe trat er nie an; sie wurde ihm später von der Landesregierung erlassen. Aus heutiger Sicht werden die milden Strafen kritisch beurteilt; der Historiker Hans-Ludwig Siemen stellt dazu fest, dass sich nach Kriegsende „ein bleiernes Schweigen über die psychiatrischen Anstalten“ ausbreitete sowie „bestimmte Gerichte mit Nachdruck möglichst milde urteilten“.S. 308f.
Die Krankenschwester Pauline Kneissler wurde 1948 vom Landgericht Frankfurt am Main wegen der von ihr verübten NS-Euthanasie-Tötungen in Hadamar, Grafeneck, Kaufbeuren und zuletzt ab April 1944 in Irsee zu vier Jahren Zuchthaus verurteilt. Das Schwurgericht begründete das niedrige Strafmaß damit, dass in erster Linie nicht die Taten selbst, sondern der verbrecherische Wille zähle. Weil Kneissler den eigenen Willen dem verbrecherischen Willen anderer untergeordnet habe, sei sie lediglich als Gehilfin zu verurteilen.
Der frühere Mitorganisator der nationalsozialistischen „Euthanasie“, Walter Schultze, der als Staatskommissar im bayerischen Innenministerium unter anderem auch für den so genannten „Hungererlass“ verantwortlich zeichnete, wurde 1948 vom Landgericht München I wegen Beihilfe zum Totschlag in mindestens 260 Fällen zu drei Jahren Haft verurteilt.

## Gedenken

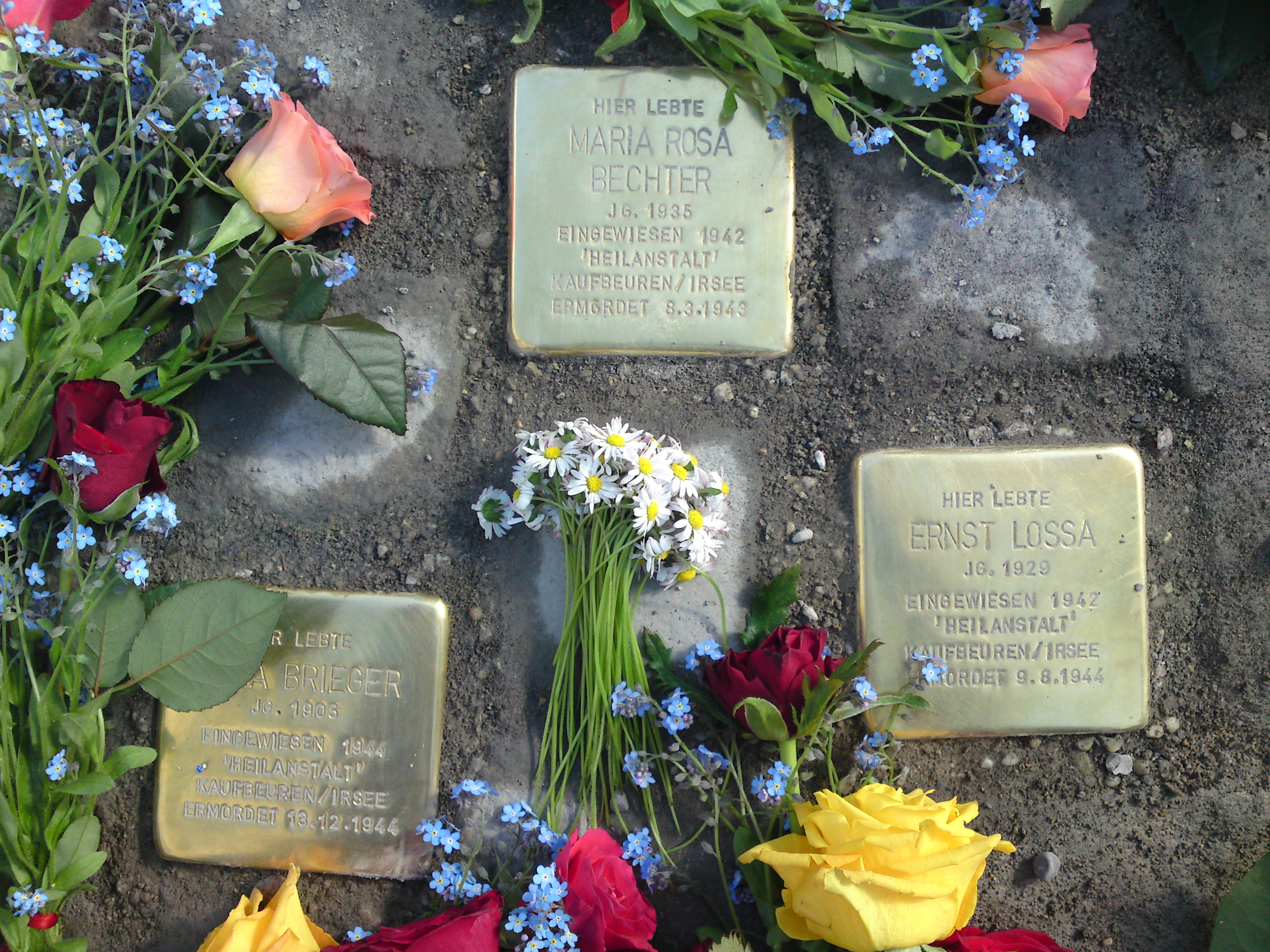
Ein Stolperstein in Irsee erinnert an Lossa

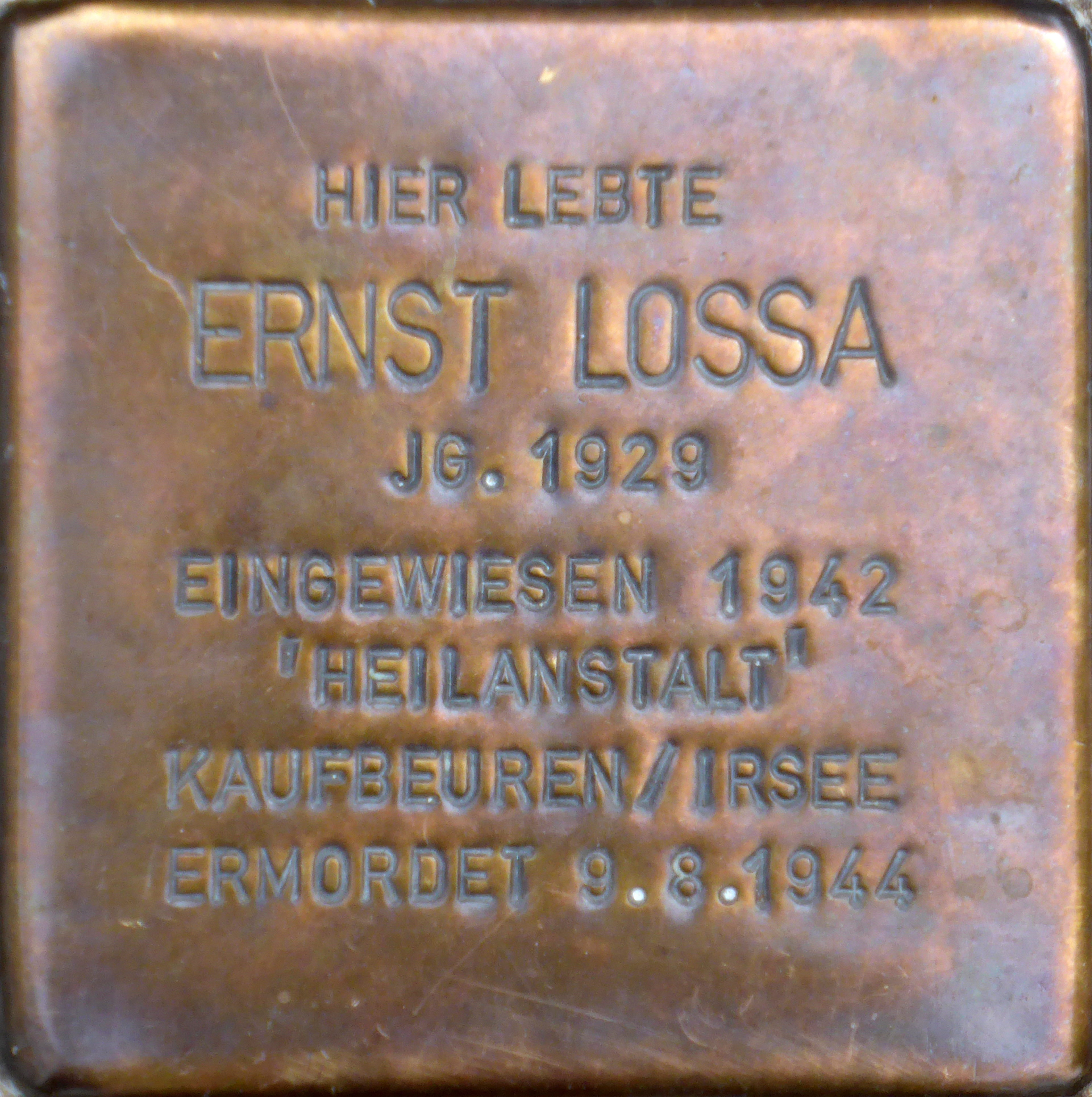
Stolperstein Kloster Irsee verlegt am 16. Mai 2009

- 1999: Buchwidmung auf Seite 3: des Buches Psychiatrie im Nationalsozialismus. Die Bayerischen Heil- und Pflegeanstalten zwischen 1933 und 1945.[1]
- Ausstellung In Memorian
- 2002: Wohnanlage für Behinderte in Haltern am See wurde als Ernst-Lossa-Haus benannt.[11]
- 2004:  ORF Science Bericht zu Ernst Lossa: Ein Fall von 200.000 anlässlich der Ausstellung In Memorian, Museumsquartier in Wien.[12]
- 2004: Krankenpflegeschüler aus Kaufbeuren stifteten ein Ernst-Lossa-Stipendium für drei junge Menschen in Rumänien.[13]
- 2007: Die Stadt Augsburg benannte im Ortsteil Pfersee eine Straße im Bereich der Sheridankaserne auf Ernst-Lossa-Straße.[14]
- 2009 wurde von Gunter Demnig ein Stolperstein, zum Gedenken an Ernst Lossa,  vor dem ehemaligen Kloster Irsee verlegt (siehe Liste der Stolpersteine in Irsee).
- Am 27. Januar 2011 hielt der italienische Schauspieler Marco Paolini anlässlich des Holocaustgedenktags in der psychiatrischen Klinik „Paolo Pini“ in Mailand einen dreistündigen Monolog über die Krankenmorde, der auf dem TV-Sender La7 direkt übertragen wurde. Darin widmete er ca. neun Minuten der Geschichte von Ernst Lossa.[15]
- Das Spielzeug-Museum in Neapel wurde der Erinnerung an Ernst Lossa gewidmet.[16]
- 2011: Dokumentations-Film Zum Andenken von Sina Moslehi[17]
- 2013: Die Sendereihe Schwaben & Altbayern des Bayrischen Rundfunks berichtete am 1. November 2013 über das Schicksal von Ernst Lossa.[18]
- 2025: Bootstaufe zu Ehren von Ernst Lossa. Am 8. Mai 2025 wurde in Frankfurt am Main ein Ruderboot auf den Namen Ernst Lossa getauft – in Gedenken an das Schicksal des Jugendlichen, der Opfer der NS-Euthanasie wurde. Das Boot steht der Öffentlichkeit zur Nutzung zur Verfügung. Für Fragen zur Reservierung oder Nutzung des Bootes ist die Firma Palmen-Boote Ansprechpartner.

## Film und Theater
Der 30-minütige Dokumentarfilm Zum Andenken: Vom Leben und Sterben des Ernst Lossa des damals 16-jährigen Sina Moslehi (Deutschland 2011, Fernseh-Erstausstrahlung) wurde 2012 mit dem Bertini-Preis ausgezeichnet.
Nebel im August, die dramatische Verfilmung des Romans von Robert Domes, kam am 29. September 2016 in die deutschen Kinos. Der Roman von Domes wurde in ein Theaterstück überarbeitet, das am 16. März 2018 im Landestheater Schwaben in Memmingen uraufgeführt wurde.